# Orde van de Koninklijke Familie (Kelantan)
De Zeer Geachte Orde van de Koninklijke Familie van Kelantan, (Maleis: "Darjah Kerabat Yang Amat Di Hormati" of "Bintang Al-Yunusi" in het Engels "The Moost Esteemed Family Order") is een huisorde. De dragers mogen de letters "DK" achter hun naam plaatsen. Het lint van de in 1916 ingestelde orde is geel-wit-geel.
Het stervormige zilveren kleinood heeft zes lange en zes korte stralen. In het midden zijn het embleem van Kelantan en een kroon binnen een rode ring afgebeeld. De druk bewerkte gouden keten is gedeeltelijk rood geëmailleerd.